# Tetrernia tetrommata
Tetrernia tetrommata là một loài bướm đêm trong họ Crambidae.